# Diego Nargiso
Diego Nargiso (Napoli, 15 marzo 1970) è un commentatore televisivo, allenatore di tennis ed ex tennista italiano.
In singolare fu nº 67 della classifica mondiale, disputando due finali del circuito maggiore. Nelle prove del Grande Slam raggiunse i sedicesimi di finale sia a Wimbledon che a Flushing Meadows, sempre nel 1988. Il 3 ottobre 1988, grazie alla posizione numero 81 nella classifica ATP, diventò il nuovo numero uno italiano, il più giovane ad aver realizzato questa impresa dall'introduzione, nel 1973, del sistema di calcolo computerizzato. Detenne il primato nazionale per cinque settimane complessive.

## Biografia

### Carriera tennistica
Salì alla ribalta del tennis internazionale nel 1987 vincendo il torneo Juniores di Wimbledon in singolare sconfiggendo in finale Jason Stoltenberg col punteggio di 7–6(6), 6–4.
È il più giovane tennista italiano ad aver disputato un incontro a livello di Grande Slam, all'età di 17 anni e 9 mesi, agli Australian Open del 1988, dove fu sconfitto in quattro set da Joey Rive, e ad averne vinto uno, a 18 anni e 3 mesi, contro il britannico Jason Goodall, nel torneo di Wimbledon del 1988. È inoltre il più giovane italiano di sempre (18 anni e 5 mesi) ad aver vinto un incontro agli US Open e ad aver raggiunto i sedicesimi di finale sia a Wimbledon sia agli US Open.
Nel 1992 raggiunse i quarti di finale a Key Biscayne, suo miglior risultato al livello di Masters 1000. 
Il 19 settembre del 1993, sulla terra rossa di Bordeaux, raggiunse la prima delle sue due finali ATP in singolare, dove fu sconfitto per 7-5, 6-2 da Sergi Bruguera. Nella seconda, disputata il 1º ottobre del 2000 al torneo di Palermo, si arrese per 6(14)–7, 1–6 a Olivier Rochus.
Nel 1996 conquistò il titolo di singolare agli Assoluti, sconfiggendo in finale Massimo Valeri col punteggio di 4-6, 6-3, 6-4.
Grazie alle sue qualità nel gioco a rete e a un servizio mancino molto insidioso, soprattutto sulle superfici veloci, divenne uno specialista di doppio, specialità in cui conquistò cinque tornei ATP su 20 finali disputate, raggiungendo il 25º posto della classifica mondiale il 3 marzo 1990. Nelle prove del Grande Slam, si spinse fino ai quarti di finale degli US Open nel 1993.
Rappresentò ripetutamente l'Italia in Coppa Davis, soprattutto in doppio (in coppia sia con Omar Camporese sia con Andrea Gaudenzi) contribuendo in due occasioni al raggiungimento della semifinale (1996 e 1997) e partecipando alla finale del 1998 persa a Milano contro la Svezia, in cui conquistò, sia pure a risultato acquisito, l'unico punto italiano sconfiggendo Magnus Norman. Sempre in rappresentanza dell'Italia, partecipò a tre edizioni dei Giochi olimpici estivi: nel 1988 a Seul, nel 1992 a Barcellona e nel 1996 ad Atlanta.
Abbandonò l'attività professionistica nel 2001.

### Dopo il ritiro
È stato candidato alle elezioni europee del 1999 con Forza Italia e a quelle del 2004 nelle file di Alleanza Nazionale nella circoscrizione Italia centrale, ma entrambe le volte non è risultato eletto: nella seconda occasione ha ottenuto 5.948 preferenze. Dal 2016 è commentatore per il canale televisivo SuperTennis e, in occasione di eventi importanti, anche per Eurosport e Sky.

## Statistiche

### Singolare

#### Finali perse (2)
| Legenda                          |
| Grande Slam (0)                  |
| ATP Tour World Championships (0) |
| Super 9 (0)                      |
| Giochi olimpici (0)              |
| ATP Championships Series (0)     |
| ATP World Series (2)             |

| Numero | Data              | Torneo                                        | Superficie  | Avversario in finale | Punteggio    |
| 1.     | 19 settembre 1993 | Bordeaux Open, Bordeaux                       | Cemento     | Sergi Bruguera       | 5-7, 2-6     |
| 2.     | 1º ottobre 2000   | Campionati Internazionali di Sicilia, Palermo | Terra rossa | Olivier Rochus       | 6(14)–7, 1-6 |

### Doppio

#### Vittorie (5)
| Legenda                                                      |
| Grande Slam (0)                                              |
| ATP Tour World Championships (0)                             |
| Super 9 / Masters Series (0)                                 |
| Giochi olimpici (0)                                          |
| ATP Championships Series / ATP International Series Gold (1) |
| ATP World Series / ATP International Series (4)              |

| Numero | Data             | Torneo                           | Superficie       | Compagno           | Avversari in finale             | Punteggio      |
| 1.     | 11 febbraio 1990 | Milan Indoor, Milano             | Sintetico indoor | Omar Camporese     | Udo Riglewski Tom Nijssen       | 6–4, 6–4       |
| 2.     | 14 aprile 1991   | Torneo Godó, Barcellona          | Terra rossa      | Horacio de la Peña | Boris Becker Eric Jelen         | 3-6, 7-6, 6-4  |
| 3.     | 17 gennaio 1993  | Jakarta Open, Giacarta           | Cemento          | Guillaume Raoux    | Jacco Eltingh Paul Haarhuis     | 7-6, 6-7, 6-3  |
| 4.     | 30 marzo 1998    | Grand Prix Hassan II, Casablanca | Terra rossa      | Andrea Gaudenzi    | Cristian Brandi Filippo Messori | 6-4, 7-6       |
| 5.     | 8 maggio 2000    | Majorca Open, Maiorca            | Terra rossa      | Michaël Llodra     | Alberto Martín Fernando Vicente | 7–6(2), 7–6(3) |

#### Finali perse (15)
| Legenda                                                      |
| Grande Slam (0)                                              |
| ATP Tour World Championships (0)                             |
| Super 9 / Masters Series (1)                                 |
| Giochi olimpici (0)                                          |
| ATP Championships Series / ATP International Series Gold (2) |
| ATP World Series / ATP International Series (12)             |

| No. | Anno | Torneo                                        | Superficie       | Compagno            | Avversari in finale                      | Punteggio       |
| 1.  | 1988 | Bordeaux Open, Bordeaux                       | Terra rossa      | Christian Miniussi  | Joakim Nyström / Claudio Panatta         | 6-1, 6-4        |
| 2.  | 1988 | ATP Nizza, Nizza                              | Terra rossa      | Heinz Günthardt     | Guy Forget / Henri Leconte               | 4–6, 6–3, 6–4   |
| 3.  | 1988 | Rotterdam Open, Rotterdam                     | Sintetico indoor | Magnus Gustafsson   | Patrik Kühnen / Tore Meinecke            | 7-6, 7-6        |
| 4.  | 1989 | Monte Carlo Open, Monte Carlo                 | Terra rossa      | Paolo Canè          | Tomáš Šmíd / Mark Woodforde              | 1-6, 6-4, 6-2   |
| 5.  | 1989 | Campionati Internazionali di Sicilia, Palermo | Terra rossa      | Goran Ivanišević    | Peter Ballauff / Rudiger Haas            | 6-2, 6-7, 6-4   |
| 6.  | 1990 | Rotterdam Open, Rotterdam                     | Sintetico indoor | Nicolás Pereira     | Leonardo Lavalle / Jorge Lozano          | 6-3, 7-6        |
| 7.  | 1991 | Waldbaum's Hamlet Cup, Long Island            | Cemento          | Doug Flach          | Eric Jelen / Carl-Uwe Steeb              | 0-6, 6-4, 7-6   |
| 8.  | 1992 | Queen's, Londra                               | Erba             | Goran Ivanišević    | John Fitzgerald / Anders Järryd          | 7-6, 2-6, 16-14 |
| 9.  | 1994 | Rosmalen Open, Rosmalen                       | Erba             | Peter Nyborg        | Stephen Noteboom / Fernon Wibier         | 6-3, 1-6, 7-6   |
| 10. | 1994 | Bordeaux Open, Bordeaux                       | Cemento          | Guillaume Raoux     | Olivier Delaître / Guy Forget            | 6-2, 2-6, 7-5   |
| 11. | 1995 | Abierto Mexicano de Tenis, Città del Messico  | Terra rossa      | Marc-Kevin Goellner | Javier Frana / Leonardo Lavalle          | 7-5, 6-3        |
| 12. | 1995 | Estoril Open, Estoril                         | Terra rossa      | Marc-Kevin Goellner | Evgenij Kafel'nikov / Andrej Ol'chovskij | 5-7, 7-5, 6-2   |
| 13. | 1996 | Internazionali di Baviera, Monaco             | Terra rossa      | Olivier Delaître    | Lan Bale / Stephen Noteboom              | 4-6, 7-6, 6-4   |
| 14. | 2000 | ATP St. Pölten, St. Pölten                    | Terra rossa      | Andrea Gaudenzi     | Mahesh Bhupathi / Andrew Kratzmann       | 7-6, 6-7, 6-4   |
| 15. | 2000 | Swedish Open, Båstad                          | Terra rossa      | Andrea Gaudenzi     | Nicklas Kulti / Mikael Tillström         | 4-6, 6-2, 6-3   |